# Llista de participants LGBT al Festival de la Cançó d'Eurovisió
La següent llista inclou les persones participants de la història del Festival de la Cançó d'Eurovisió que han manifestat la seva pertinença al col·lectiu LGBT.

## Artistes
| Artista            | País          | Any  | Cançó                           | Orientació sexual o identitat de gènere | Punts              | Posició            |
| ------------------ | ------------- | ---- | ------------------------------- | --------------------------------------- | ------------------ | ------------------ |
| Dany Dauberson     | França        | 1956 | Il est là                       | Lesbiana                                | No es van anunciar | No es van anunciar |
| André Claveau      | França        | 1958 | Dors mon amour                  | Gai                                     | 27                 | 1                  |
| Bob Benny          | Bèlgica       | 1959 | Hou toch van mij                | Gai                                     | 9                  | 6                  |
| Bob Benny          | Bèlgica       | 1961 | September, gouden roos          | Gai                                     | 1                  | 15                 |
| Jean-Claude Pascal | Luxemburg     | 1961 | Nous les amoureux               | Gai                                     | 31                 | 1                  |
| Kathy Kirby        | Regne Unit    | 1965 | I belong                        | Va tenir una relació lèsbica            | 26                 | 2                  |
| Ronnie Tober       | Països Baixos | 1968 | Morgen                          | Gai                                     | 1                  | 16                 |
| Patrick Juvet      | Suïssa        | 1973 | Je vais me marier, Marie        | Bisexual                                | 79                 | 12                 |
| Jürgen Marcus      | Luxemburg     | 1976 | Chansons pour ceux qui s'aiment | Gai                                     | 17                 | 14                 |
| Jean-Claude Pascal | Luxemburg     | 1981 | C'est peut-être pas l'Amérique  | Gai                                     | 41                 | 11                 |
| Gerard Joling      | Països Baixos | 1988 | Shangri-La                      | Gai                                     | 70                 | 9                  |
| Dina               | Portugal      | 1992 | Amor d'água fresca              | Lesbiana                                | 26                 | 17                 |
| Christer Björkman  | Suècia        | 1992 | I morgon är en annan dag        | Gai                                     | 9                  | 22                 |
| Sara               | Portugal      | 1994 | Chamar a música                 | Bisexual                                | 73                 | 8                  |
| Alexandros Panayi  | Xipre         | 1995 | Sti fotia                       | Gai                                     | 79                 | 9                  |
| Paul Oscar         | Islàndia      | 1997 | Minn hinsti dans                | Gai                                     | 18                 | 20                 |
| Gabriel Forss      | Suècia        | 1997 | Bara hon älskar mig             | Gai                                     | 36                 | 14                 |
| Katrina Leskanich  | Regne Unit    | 1997 | Love shine a light              | Lesbiana                                | 227                | 1                  |
| Dana International | Israel        | 1998 | Diva                            | Dona transgènere                        | 172                | 1                  |
| Alexandros Panayi  | Xipre         | 2000 | Nomiza                          | Gai                                     | 8                  | 21                 |
| Michelle           | Països Baixos | 2001 | Out on My Own                   | Lesbiana                                | 16                 | 18                 |
| Piasek             | Polònia       | 2001 | 2Long                           | Gai                                     | 11                 | 20                 |
| Kim Kärnfalk       | Suècia        | 2001 | Listen to Your Heartbeat        | Bisexual                                | 100                | 5                  |
| Sarit Hadad        | Israel        | 2002 | Light a Candle                  | Lesbiana                                | 37                 | 12                 |
| Tomas Thordarson   | Dinamarca     | 2004 | Shame on You                    | Gai                                     | No qualificat      | No qualificat      |
| Jari Sillanpää     | Finlàndia     | 2004 | Takes 2 to Tango                | Gai                                     | No qualificat      | No qualificat      |